# Johnny Woodly
Johnny Mauricio Woodly Lambert (ur. 27 lipca 1980 w San José) – kostarykański piłkarz występujący na pozycji napastnika w kostarykańskim klubie Carmelita. W swojej karierze grał także w takich zespołach jak Brujas, Miramar Misiones, Alianza, San Carlos, Chongqing Lifan, Changchun Yatai, Dalian A’erbin, Shijiazhuang Ever Bright, Xinjiang Tianshan Leopard oraz Municipal. Znalazł się w kadrze reprezentacji Kostaryki na Copa América 2016 w miejsce kontuzjowanego Ariela Rodrígueza.